# لا بويز (إزار)
لا بويز هي بلدية في إزار في جنوب شرق فرنسا.

## تعداد السكان

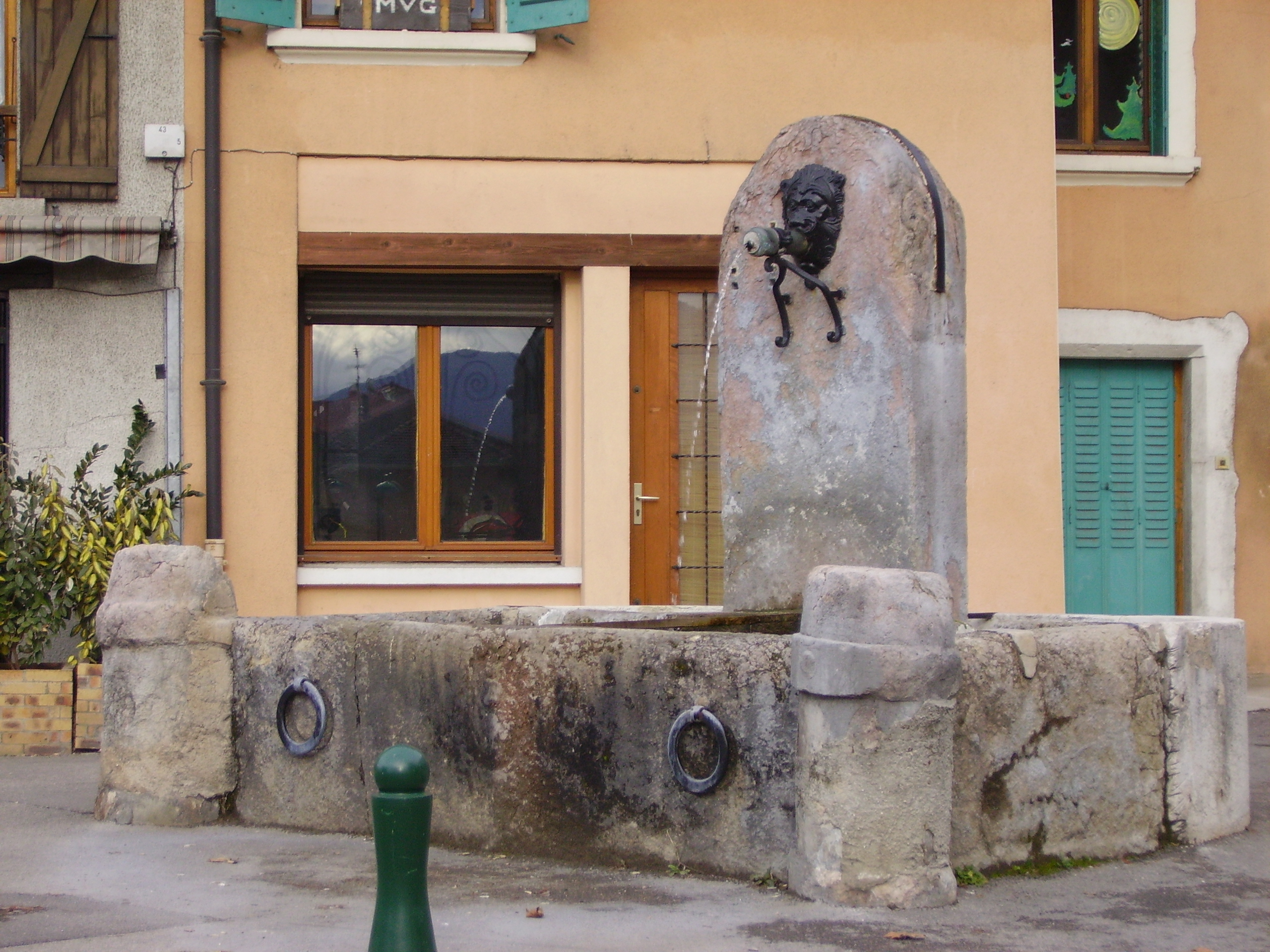
نافورة ماء من العصور الوسطى في لا بويز.